# Erna Skjold Hansen
Erna Skjold Hansen, født Orth, København, død i København, var en dansk forfatter, musiker (pianist) og laegesekretaer. Efter anden verdenskrig bosat i Svendborg, hvor hun aktivt bidrog til aeldre-undervisning paa aftenskole. Hendes interesse for tysk sprog og kultur samt ønsket om at undervise danskere i tysk sprog førte til udgivelsen af kursus-programmet "Deutsch durch Singen", (oprindeligt udgivet paa Wilhelm Hansens forlag). Sammen med sin mand, maskinmester Helge Skjold Hansen, foretog hun ofte rejser til Tyskland, herunder Harzen samt Mittenwald, hvor hun soegte inspiration til sit virke som formidler af tysk sprog. Portraetteret adskillige gange af Norddeutscher Rundfunk (NDR). 
Udgivelse: 
| Title     | Deutsch durch singen: en fornøjelig sangbog med hjælp til grammatikken |
| Author    | Erna Skjold Hansen                                                     |
| Publisher | Lingua-Media, 1986                                                     |
| ISBN      | 8787830280, 9788787830287                                              |
| Length    | 45 pages                                                               |